# 生田あい
生田 あい（いくた あい）は、日本の学生運動家、社会運動家。大阪府出身。

## 経歴
1967年に入学した立命館大学で学生運動に関わり、70年安保闘争に参加。その後も共産主義者同盟 (赫旗派)議長、「共産主義者の建党協議会」全国調整委員を務める等、社会運動家として活動している。
1999年に結成された共産主義協議会・未来（コム・未来）の事務局長、2008年に結成された新党準備会「革命21」でも事務局長に就任した。
いいだももとも親交があり、彼の追悼文を革命21機関紙『コモンズ』に発表した。

## 著書
- 『女たちのローザ・ルクセンブルク-フェミニズムと社会主義』 社会評論社、1994年（田村雲供との共編著）。
- 『共産主義者、奔走す-「二十世紀社会主義」大崩壊のなかでの建党協議会の挑戦』 論創社、1999年（編著）。
- 『誤謬-党と国家一体化の「神話」』 論創社、2001年。
- 『新コミュニスト宣言-もうひとつの世界もうひとつの日本』 社会批評社、2003年（いいだもも・仲村実との共編著）
- 『検証党組織論-抑圧型から解放型への組織原理の転換』 社会批評社、2004年（小西誠他との共著）。
- 『検証 内ゲバ-日本社会運動史の負の教訓』（part1・part2）社会批評社、2001年（いいだもも他との共著）。
- 『検証 内ゲバPART2-21世紀社会運動の「解体的再生」の提言』 社会批評社、2003年（いいだもも他との共著）。
- 『検証 党組織論-抑圧型から解放型への組織原理の転換』 社会批評社、2004年（小西誠他との共著）。